# Pteriomorphia
Pteriomorphia је поткласа шкољки. Садржи неке изумрле и вероватно примитивније породице, као што су Evyanidae, Colpomyidae, Bakevelliidae, Cassianellidae и Lithiotidae.
Ово су епибентосни организми. Неке могу да се закаче за подлогу уз помоћ бисуса. Једно стопало је редуковано. Ивице плашта нису закачене. Шкрге су обично велике и помажу у исхрани. Ова група укључује добро познате врсте, као што су остриге.

## Редови
- Arcoida Stoliczka, 1871
- Colpomyida Carter, 2011 †
- Cyrtodontoida Scarlato & Starobogatov, 1971 †
- Limoida Moore, 1952
- Myalinida Paul, 1939 †
- Mytiloida
- Ostreoida
- Praecardioida†
- Pterioida